# Aphroditopolis (Nome)

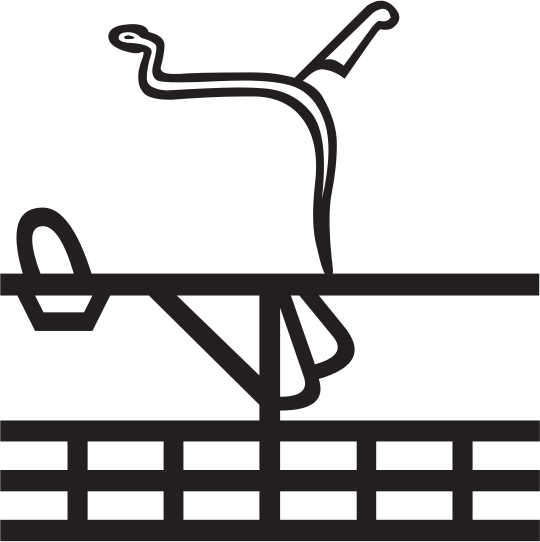
Nome Wadjet bằng chữ tượng hình

Nome Aphroditopolis (cũng là Wadjet) là một nome của Ai Cập cổ đại. Khu vực hành chính này là nome thứ 10 của Thượng Ai Cập. Thủ phủ của nó là Tjebu. Dưới thời Ptolemaios, thủ phủ của nome này là thành phố Aphroditopolis.